# Communauté de communes du Terroir Grisolles Villebrumier
La communauté de communes du Terroir Grisolles Villebrumier était une communauté d'agglomération française, située  en Pays Montalbanais, dans le département de Tarn-et-Garonne et la région Midi-Pyrénées.

## Historique
Créée le 25 juin 1999.
Elle disparaîtra le 1er janvier 2017 à la suite de la fusion des communautés de communes Garonne et Canal, du Pays de Garonne et Gascogne et du Terroir de Grisolles et Villebrumier.
La nouvelle communauté de communes est la communauté de communes du Grand Sud Tarn-et-Garonne.

## Composition
Elle est composée des communes suivantes :
| Nom                            | Code Insee | Gentilé          | Superficie (km2) | Population (dernière pop. légale) | Densité (hab./km2) |
| ------------------------------ | ---------- | ---------------- | ---------------- | --------------------------------- | ------------------ |
| Labastide-Saint-Pierre (siège) | 82079      | Bastidiens       | 20,64            | 3 646 (2014)                      | 177                |
| Bessens                        | 82017      | Bessinois        | 9,27             | 1 466 (2014)                      | 158                |
| Campsas                        | 82027      | Campsasais       | 15,01            | 1 312 (2014)                      | 87                 |
| Canals                         | 82028      | Canalais         | 7,35             | 747 (2014)                        | 102                |
| Dieupentale                    | 82048      | Dieupentalais    | 6,14             | 1 599 (2014)                      | 260                |
| Fabas                          | 82057      | Fabasiens        | 6,30             | 577 (2014)                        | 92                 |
| Grisolles                      | 82075      | Grisollais       | 17,60            | 3 925 (2014)                      | 223                |
| Nohic                          | 82135      | Nohicois         | 12,61            | 1 300 (2014)                      | 103                |
| Orgueil                        | 82136      | Orgueillois      | 14,03            | 1 616 (2014)                      | 115                |
| Pompignan                      | 82142      | Pompignanais     | 12,17            | 1 435 (2014)                      | 118                |
| Reyniès                        | 82150      | Reyniésiens      | 9,94             | 872 (2014)                        | 88                 |
| Varennes                       | 82188      | Varennois        | 14,76            | 572 (2014)                        | 39                 |
| Villebrumier                   | 82194      | Villebrumiérains | 11,38            | 1 315 (2014)                      | 116                |

## Démographie
| 1968  | 1975  | 1982  | 1990   | 1999   | 2009   | 2011   | 2012   | 2013   |
| ----- | ----- | ----- | ------ | ------ | ------ | ------ | ------ | ------ |
| 7 726 | 8 709 | 9 828 | 10 934 | 12 318 | 16 236 | 19 757 | 19 985 | 20 183 |

## Liste des Présidents successifs
| Période                                  | Période | Identité           | Étiquette | Qualité          |
| ---------------------------------------- | ------- | ------------------ | --------- | ---------------- |
| Les données manquantes sont à compléter. |         |                    |           |                  |
| 2008                                     | 2017    | Marie-Claude Nègre |           | maire de Campsas |